# Verneuil-sur-Igneraie
Verneuil-sur-Igneraie là một xã ở tỉnh Indre ở miền trung nước Pháp. Xã này có diện tích 9,84 km², dân số năm 1999 là 327 người. Khu vực này có độ cao trung bình 242 mét trên mực nước biển.